# Le Vieux-Cérier
Le Vieux-Cérier település Franciaországban, Charente megyében. Lakosainak száma 131 fő (2022. január 1.). Le Vieux-Cérier Champagne-Mouton, Le Grand-Madieu, Saint-Coutant, Saint-Laurent-de-Céris és Turgon községekkel határos.

## Népesség
A település népességének változása:
| Lakosok száma | 282  | 199  | 154  | 142  | 133  | 133  | 131  | 127  | 129  | 131  |
|               | 1968 | 1982 | 1990 | 2006 | 2013 | 2015 | 2017 | 2019 | 2020 | 2022 |